# Marcha de Ituzaingó
Marcha de Ituzaingó ist der Name eines argentinischen Militärmarsches. Bei diesem Marsch handelt es sich neben Amtsschärpe (Banda Presidencial de la Argentina) und Amtsstab (Bastón de mando) des Präsidenten um eines von drei Würdezeichen des argentinischen Präsidentenamtes. Der Marsch wird bei jedem öffentlichen Auftritt des Präsidenten Argentiniens bei dessen Ankunft gespielt; außerdem bei bestimmten Zeremonien, an denen zivile und militärische Vertreter beteiligt sind, beim Auszug der Truppenfahnen der beteiligten militärischen Einheiten. Seit seiner Uraufführung am 25. Mai 1827, dem 17. Jahrestag der Mai-Revolution, blieb dies stets die Funktion dieses Musikstücks, mit Ausnahme der Zeit vom 26. Januar 1946 bis zum 28. August 1959, in welcher der San-Lorenzo-Marsch als Präsidentenmarsch verwendet wurde.
Die Marcha de Ituzaingó war einer der ersten eigenen Märsche des unabhängigen argentinischen Staates. Der Marsch ist ein reines Instrumentalstück aus der Hand eines unbekannten Komponisten. Er wird jedoch häufig dem brasilianischen Kaiser Peter I. zugeschrieben, einem bekannten Amateur-Komponisten, der ihn dem Markgrafen Felisberto Caldeira Brant, Befehlshaber der brasilianischen Verbände im Argentinisch-Brasilianischen Krieg, gewidmet haben soll. In argentinische Hände geriet der Marsch bei der Schlacht von Ituzaingó am 20. Februar 1827, die mit einer Niederlage der Brasilianer endete. Nach unterschiedlichen Schilderungen der Ereignisse fanden die argentinischen Truppen eine Partitur entweder in einem auf dem Schlachtfeld zurückgelassenen Beutel oder Kästchen oder in der Tasche eines gefallenen brasilianischen Soldaten. Auf dieser Partitur soll vermerkt gewesen sein, dass der Marsch nach dem ersten großen Sieg der brasilianischen Armee gespielt werden und nach dem Ort benannt werden sollte, an dem diese Schlacht stattgefunden haben würde. Carlos María de Alvear, der Befehlshaber der argentinischen Truppen, nahm die Worte des unbekannten Verfasser zum Anlass, den Marsch, der wenige Wochen später uraufgeführt wurde, nach der Schlacht von Ituzaingó zu benennen. Entgegen den Absichten seines ursprünglichen Autors erinnert der Marsch seither allerdings an einen Sieg der Streitkräfte Argentiniens.
Die Marcha de Ituzaingó wurde von der Militärjunta nach dem Sturz der Präsidentin Isabel Perón als symbolträchtige Erkennungsmusik bei der Verkündung des Kommuniqués Nr. 1 am 24. März 1976 um 3:21 Uhr verwendet, mit dem die Öffentlichkeit über den Militärputsch unterrichtet und darüber in Kenntnis gesetzt wurde, dass die Streitkräfte die Kontrolle über das Land übernommen hatten. Das Musikstück markierte damit den Beginn der (euphemistisch) als „Prozess der Nationalen Reorganisation“ bezeichneten argentinischen Militärdiktatur (1976–1983).